# ترز شولندر
ترز شولندر (انگلیسی: Therese Sjölander؛ زادهٔ ۴ مهٔ ۱۹۸۱) بازیکن هاکی روی یخ اهل سوئد است.